# Gaspare de Padoue
Gaspare de Padoue (appelé aussi Gasparo Romano da Padova) est un enlumineur actif à Rome entre 1466 et 1487.

## Biographie

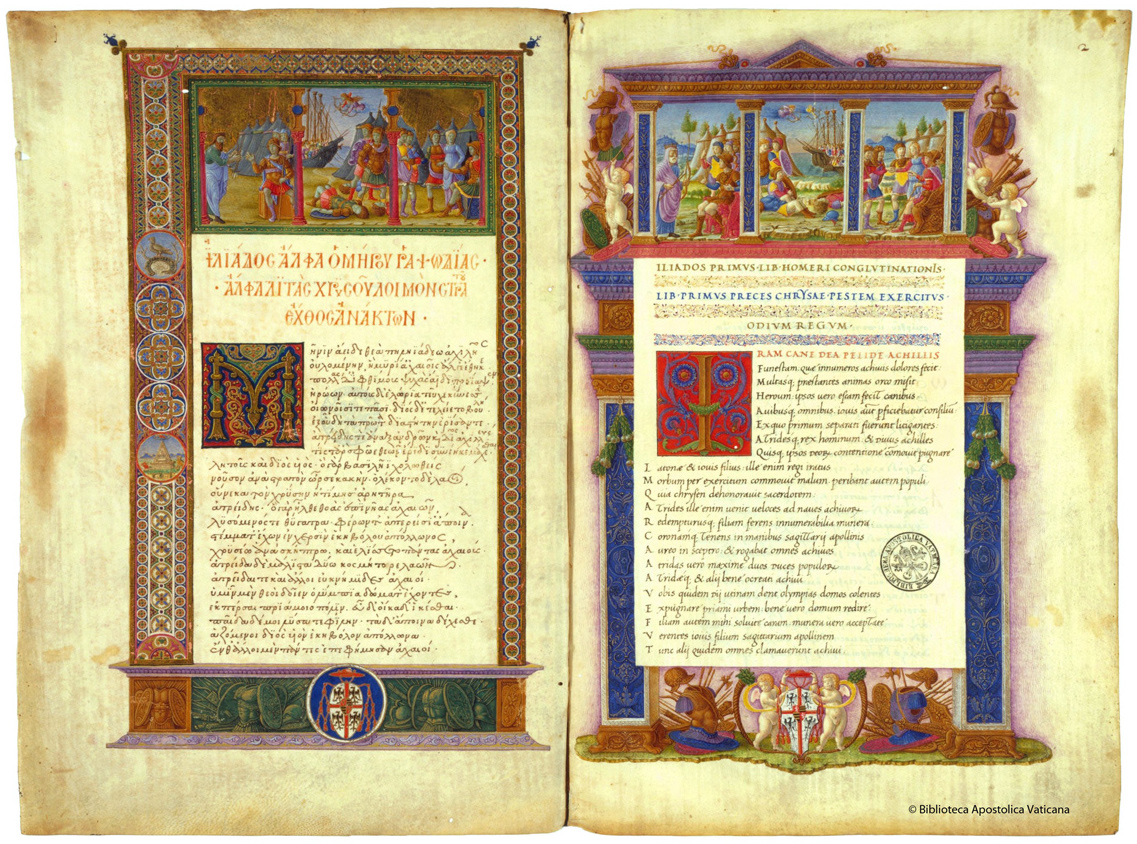
L'Iliade en Grec et Latin, BAV, f.1v-2r.

Originaire de Padoue, il est vraisemblablement formé dans l'atelier ou l'entourage d'Andrea Mantegna. C'est aussi probablement ce dernier qui l'introduit à la cour de la Maison de Gonzague. Il entre en 1466 au service du cardinal Francesco Gonzague pour qui il travaille jusqu'à la mort de ce dernier en 1483. Il est alors logé chez son mécène dans son palais romain. Il dirige sur place un atelier de fabrication de livre à l'antique en collaboration avec le copiste Bartolomeo Sanvito. Parmi les plus célèbres, se trouve le manuscrit de l'Iliade, en grec et latin, réalisé entre 1477 et 1483. Plusieurs manuscrits sont donnés à de grands humanistes de son époque comme Laurent le magnifique, son frère Julien, Bernardo Bembo (it). À la demande du préfet de la bibliothèque vaticane Platina, il travaille à la décoration d'ouvrages pour le pape Sixte IV. À la mort du cardinal de Gonzague en 1483, l'enlumineur entre au service du nouveau propriétaire, le cardinal napolitain et fils du roi de Naples Jean d'Aragon, jusqu'à sa mort en 1485. Il ne quitte probablement pas la maison de son premier mécène et entre au service d'un nouveau cardinal, Raffaele Sansoni Riario, qui a acquis le palais du cardinal mantouan en 1484. 
En 1507-1508, Bartolomeo Sanvito signale dans son journal qu'il prête plusieurs ouvrages qui ont été enluminés par Gaspare. Pietro Summonte, dans une lettre adressée le 20 mars 1524 à Marcantonio Michiel, lui signale un certain Gasparo Romano, identifiable à Gaspare de Padoue, comme un enlumineur à l'antique. Il indique aussi que son style a été copié par Giovanni Todeschino et qu'il a été aussi actif comme architecte. Il est aussi parfois identifié au Maître du Saint Jérôme de Berlin (d'après le manuscrit du Kupferstichkabinett, MS. 78 D. 13), même si cette attribution est aussi contestée, ou au Maître de l'Homère du Vatican, d'après son manuscrit le plus célèbre .

## Manuscrits enluminés

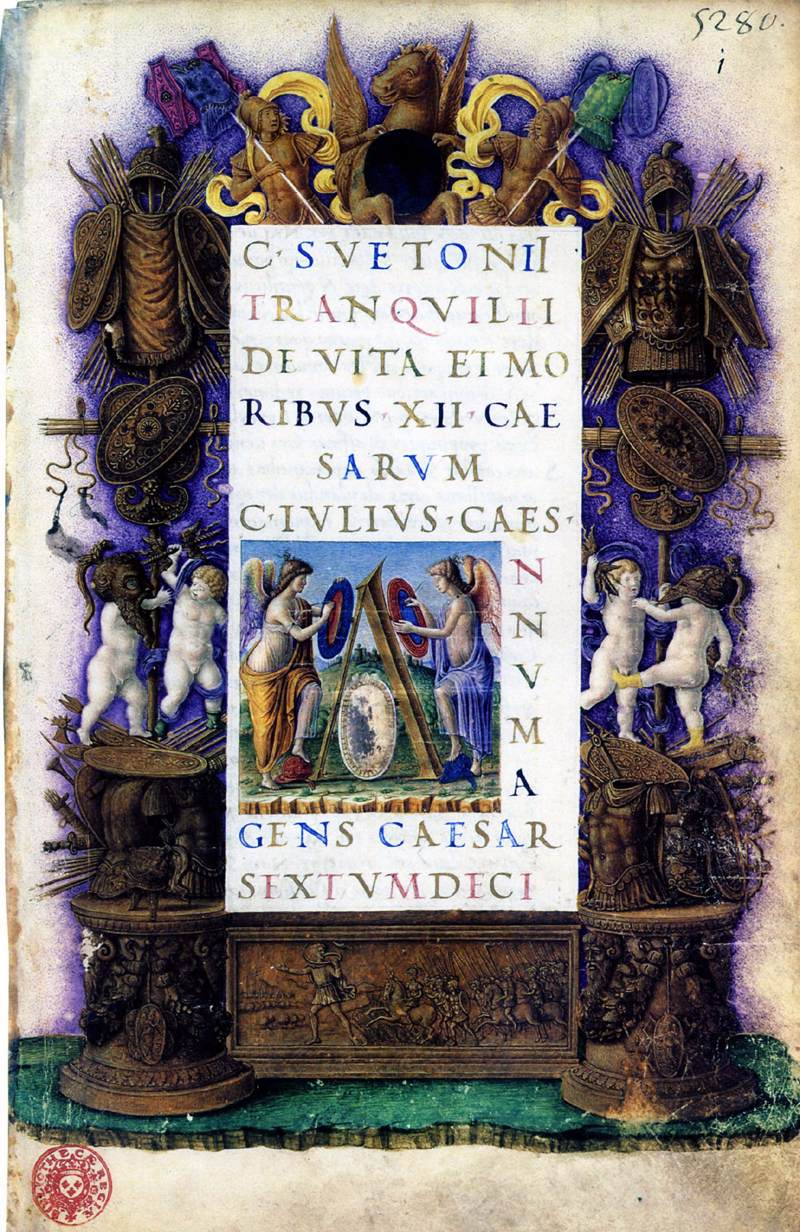
Frontispice de la Vie des douze césars de Suétone, BNF.

Aucun manuscrit ne lui est attribué par les archives mais uniquement sur le style.
- Dictys Cretensis, Ephemeris belli troiani, Dublin, Chester Beatty Library, W 122
- De Officis de Cicéron, Naples, Biblioteca nazionale Vittorio Emanuele III, IV.G.65
- Les Vies de Plutarque, Carpentras, Bibliothèque Inguimbertine, Ms.618
- De principe de Platina, Mantoue, Biblioteca Teresiana (en), Ms.13
- Commentarii de bello Gallico et De bello civili de Jules César, Rome, Bibliothèque Casanatense, Ms.453
- Iliade en grec et en latin, vers 1477-1483, Bibliothèque apostolique vaticane, Vat. gr. 1626[4]
- Commentaire de Domizio Calderini des Satyres de Juvénal, destiné à Julien de Médicis, Florence, Biblioteca Medicea Laurenziana, Plut. 53, 2
- De optimo cive de Bartolomeo Sacchi pour Laurent le Magnifique, Bibliothèque nationale de France, NAL.584
- Vitae duodecim Caesarum de Suétone pour Bernardo Bembo (it), BNF, Latin 5814
- De ira de Plutarque pour la bibliothèque papale, BAV, vat. lat. 1888
- L'Almageste de Ptolémée, pour la bibliothèque papale, BAV, vat. lat. 2058
- Vite dei Pontefici de Bartolomeo Platina, pour la bibliothèque papale, BAV, vat. lat. 2044
- De Historia animalium, De partibus animalium, De generatione animalium d'Aristote, traduit du grec en latin par Théodore Gaza, pour la bibliothèque papale, BAV, vat. lat. 2094
- Antiquitates Iudaicae, De vetustate iudaeorum de Flavius Josèphe, pour Jean d'Aragon, Londres, British Library, ms. Harley 3699
- Facta et dicta memorabilia de Valère Maxime, New York, New York Public Library, Spencer Ms. 20
- Moralia in Job de Grégoire le Grand, commencé en 1485 pour Giovanni d'Aragona par Gaspare de Padoue et achevé par Cristoforo Majorana et Giovanni Todeschino, ancienne collection Georges d'Amboise, BNF, Latin 2231(1-3)[5]
- Epistolae de Cyprien de Carthage, BNF, latin 1659
- Première Décade de Tite-Live, coll. part.
- De situ orbis de Strabon, Vienne, Bibliothèque nationale autrichienne, lat. 3